# EHF Champions League 1998/99
An der EHF Champions League 1998/99 nahmen 33 Handball-Vereinsmannschaften teil, die sich in der vorangegangenen Saison in ihren Heimatligen für den Wettbewerb qualifiziert hatten. Es war die 39. Austragung der EHF Champions League bzw. des Europapokals der Landesmeister. Der Titelverteidiger war FC Barcelona. Die Pokalspiele begannen am 6. September 1998, das zweite Finalspiel fand am 17. April 1999 statt. Im Finale konnte sich abermals FC Barcelona durchsetzen und das wieder gegen Badel 1862 Zagreb.

## Modus
Zum Auftakt gab es eine Begegnung in einer Ausscheidungsrunde, gespielt im K.-o.-System mit Hin- und Rückspiel. Der Sieger zog in das Sechzehntelfinale ein, das ebenfalls im K.-o.-System mit Hin- und Rückspiel ausgespielt wurde. Die Sieger erreichten die Gruppenphase, die als „Champions League“ bezeichnet wurde. In der Gruppenphase mit vier Gruppen mit je vier Mannschaften, spielte in jeder Gruppe jeder gegen jeden ein Hin- und Rückspiel. Die jeweils zwei Gruppenbesten erreichten das Viertelfinale. Ab dem Viertelfinale wurde wieder im K.-o.-System mit Hin- und Rückspiel gespielt. Der Gewinner des Finales war EHF-Champions-League-Sieger der Saison 1998/99.

## Ausscheidungsrunde
Das Hinspiel fand am 6. September 1998 in Travnik und das Rückspiel am 13. September in Tiflis.
|                  | Gesamt |                        | Hinspiel | Rückspiel |
| ---------------- | ------ | ---------------------- | -------- | --------- |
| HC Borac Travnik | 46:58  | GTU Shevardeni Tbilisi | 24:24    | 22:34     |

## Sechzehntelfinals
Die Hinspiele fanden am 3./4. Oktober 1998 statt und die Rückspiele am 10./11. Oktober 1998, mit folgenden Ausnahmen:
- Red Boys Differdange gegen Viking Stavanger, Hin- und Rückspiel am 10./11. Oktober 1998 in Stavanger
- RK Celje gegen E&O Emmen, Hin- und Rückspiel am 3./4. Oktober 1998 in Celje

|                      | Gesamt |                        | Hinspiel | Rückspiel |
| -------------------- | ------ | ---------------------- | -------- | --------- |
| FC Barcelona         | 74:31  | GTU Shevardeni Tbilisi | 44:15    | 30:16     |
| Red Boys Differdange | 46:80  | Viking Stavanger       | 26:40    | 20:40     |
| Pfadi Winterthur     | 62:56  | Iskra Kielce           | 35:24    | 27:32     |
| BK-46 Karis Handboll | 28:67  | KC Veszprém            | 18:32    | 10:35     |
| Roter Stern Belgrad  | 49:54  | SKA Minsk              | 30:22    | 19:32     |
| HC Granitas Kaunas   | 37:52  | ZTR Saporischschja     | 21:25    | 16:27     |
| Alpi Prato           | 60:45  | HC Port Burgas         | 31:21    | 29:24     |
| HC Bruck             | 38:64  | Badel 1862 Zagreb      | 21:32    | 17:32     |
| Montpellier HB       | 56:48  | ASKI Ankara            | 30:27    | 26:21     |
| Minaur Baia Mare     | 47:48  | GOG Gudme              | 29:24    | 18:24     |
| Pelister Bitola      | 52:57  | Talent Pilsen          | 30:27    | 22:30     |
| A.C. Doukas School   | 43:56  | THW Kiel               | 22:26    | 21:30     |
| RK Celje             | 75:41  | E&O Emmen              | 32:16    | 43:25     |
| Kaustik Wolgograd    | 60:52  | ABC Braga              | 30:21    | 30:31     |
| Portland San Antonio | 68:33  | Initia HC Hasselt      | 37:17    | 31:16     |
| Redbergslids IK      | 45:34  | Hapoel Rishon LeZion   | 27:12    | 18:22     |

## Gruppenphase
Die Gruppenphase wurde zwischen dem 7. November 1998 und dem 10. Januar 1999 ausgespielt.

### Gruppen
| Gruppe A Alpi Prato Badel 1862 Zagreb KC Veszprém Montpellier HB | Gruppe B FC Barcelona Pfadi Winterthur SKA Minsk ZTR Saporischschja | Gruppe C GOG Gudme Kaustik Wolgograd THW Kiel Viking Stavanger | Gruppe D HC Kovopetrol Pilsen Portland San Antonio Redbergslids IK RK Celje |

### Gruppe A
| Pl. | Mannschaft        | Sp. | S | U | N | Tore      | Diff. | Punkte |
| --- | ----------------- | --- | - | - | - | --------- | ----- | ------ |
| 1.  | Badel 1862 Zagreb | 6   | 5 | 0 | 1 | 0150:1270 | +23   | 10     |
| 2.  | KC Veszprém       | 6   | 3 | 0 | 3 | 0147:1300 | +17   | 6      |
| 3.  | Montpellier HB    | 6   | 3 | 0 | 3 | 0134:1340 | ±0    | 6      |
| 4.  | Alpi Prato        | 6   | 1 | 0 | 5 | 0128:1680 | −40   | 2      |

### Gruppe B
| Pl. | Mannschaft         | Sp. | S | U | N | Tore      | Diff. | Punkte |
| --- | ------------------ | --- | - | - | - | --------- | ----- | ------ |
| 1.  | FC Barcelona       | 6   | 5 | 1 | 0 | 0186:1350 | +51   | 11     |
| 2.  | ZTR Saporischschja | 6   | 3 | 0 | 3 | 0148:1540 | −6    | 6      |
| 3.  | Pfadi Winterthur   | 6   | 2 | 1 | 3 | 0154:1600 | −6    | 5      |
| 4.  | SKA Minsk          | 6   | 1 | 0 | 5 | 0136:1750 | −39   | 2      |

### Gruppe C
| Pl. | Mannschaft        | Sp. | S | U | N | Tore      | Diff. | Punkte |
| --- | ----------------- | --- | - | - | - | --------- | ----- | ------ |
| 1.  | THW Kiel          | 6   | 6 | 0 | 0 | 0181:1490 | +32   | 12     |
| 2.  | Kaustik Wolgograd | 6   | 3 | 0 | 3 | 0166:1680 | −2    | 6      |
| 3.  | GOG Gudme         | 6   | 2 | 0 | 4 | 0160:1800 | −20   | 4      |
| 4.  | Viking Stavanger  | 6   | 1 | 0 | 5 | 0166:1760 | −10   | 2      |

### Gruppe D
| Pl. | Mannschaft           | Sp. | S | U | N | Tore      | Diff. | Punkte |
| --- | -------------------- | --- | - | - | - | --------- | ----- | ------ |
| 1.  | RK Celje             | 6   | 4 | 1 | 1 | 0178:1420 | +36   | 9      |
| 2.  | Portland San Antonio | 6   | 4 | 0 | 2 | 0167:1580 | +9    | 8      |
| 3.  | Redbergslids IK      | 6   | 3 | 1 | 2 | 0146:1410 | +5    | 7      |
| 4.  | Talent               | 6   | 0 | 0 | 6 | 0129:1790 | −50   | 0      |

## Viertelfinals
Die Hinspiele fanden am 30./31. Januar 1999 statt und die Rückspiele am 6./7. Februar 1999.
|                    | Gesamt |                      | Hinspiel | Rückspiel |
| ------------------ | ------ | -------------------- | -------- | --------- |
| ZTR Saporischschja | 43:48  | Badel 1862 Zagreb    | 21:22    | 22:26     |
| KC Veszprém        | 53:58  | FC Barcelona         | 29:29    | 24:29     |
| THW Kiel           | 48:50  | Portland San Antonio | 21:24    | 27:26     |
| Kaustik Wolgograd  | 41:51  | RK Celje             | 18:22    | 23:29     |

## Halbfinals
Die Hinspiele fanden am 27. Februar 1999 statt und die Rückspiele am 6./7. März 1999.
|                   | Gesamt |                      | Hinspiel | Rückspiel |
| ----------------- | ------ | -------------------- | -------- | --------- |
| RK Celje          | 61:62  | FC Barcelona         | 35:32    | 26:30     |
| Badel 1862 Zagreb | 50:48  | Portland San Antonio | 27:22    | 23:26     |

## Finale
Das Hinspiel in Zagreb fand am 10. April 1999 statt und das Rückspiel in Barcelona am 17. April 1999.
Zum dritten Mal hintereinander standen sich diese Mannschaften im Finale gegenüber und zum dritten Mal gewann FC Barcelona.
|                   | Gesamt |              | Hinspiel | Rückspiel |
| ----------------- | ------ | ------------ | -------- | --------- |
| Badel 1862 Zagreb | 40:51  | FC Barcelona | 22:22    | 18:29     |

## Statistiken

### Torschützenliste
Die Torschützenliste zeigt die drei besten Torschützen in der EHF Champions League 1998/99. Zu sehen sind die Nation des Spielers, der Name, die Position, der Verein, die gespielten Spiele, die Tore und der Tordurchschnitt pro Spiel. Der Erstplatzierte ist Torschützenkönig der EHF Champions League 1998/99.
| Pl. | Nation                                         | Spieler           | Pos. | Verein            | Sp. | Tore | Ø   |
| --- | ---------------------------------------------- | ----------------- | ---- | ----------------- | --- | ---- | --- |
| 1.  | Kroatien                                       | Zlatko Saracevic  | (RR) | Badel 1862 Zagreb | 7   | 46   | 6,6 |
| 2.  | Kroatien                                       | Zvonimir Bilić    | (RL) | Badel 1862 Zagreb | 7   | 38   | 5,4 |
| 3.  | Jugoslawien Sozialistische Föderative Republik | Rastko Stefanovič | (RM) | RK Celje          | 6   | 37   | 6,2 |